# Camilo
Camilo Echeverry Correa, född 16 mars 1994 i Medellín, Colombia, känd som Camilo, är en colombiansk sångare och låtskrivare som blev känd 2007 efter att ha vunnit sitt lands X Factor talangshow.